# Ні дня без пригод
«Ні дня без пригод» (рос. «Ни дня без приключений») — український радянський художній фільм 1971 року режисера Ігоря Вєтрова.
Фільм вийшов в прокат в УРСР у 1971 році з українським дубляжем від Кіностудії Довженка. Станом на 2020 український дубляж фільму досі не знайдено та не відновлено.

## Сюжет
Дія відбувається в піонерському таборі. Двоє друзів не люблять організованих заходів: під час концерту воліють запускати ракети або битися, що не радує піонервожатого. Хлопці мріють стати винахідниками, для їхніх винаходів потрібний навіть порох…

## У ролях
- Саша Дудого
- Альоша Козлов
- Оля Демшевський
- Володя Суботін
- Всеволод Санаєв
- Валентина Шарикіна
- Юрій Демич
- Павло Попович —  камео
- Еммануїл Геллер
- Геннадій Юдін
- Віктор Мірошниченко —  директор

## Творча група
- Сценарій: Олександр Власов, Аркадій Млодик
- Режисер: Ігор Вєтров
- Оператор: Олександр Пищиков
- Композитор: Євген Зубцов